# Asterocidaris
Asterocidaris is een geslacht van uitgestorven zee-egels uit de familie Hemicidaridae. Deze epifaunale grazers leefden in het Midden- en Laat-Jura (171,6 tot 161,2 miljoen jaar geleden).

## Beschrijving
Deze fossiele zee-egels bereikten een diameter van ongeveer 25 millimeter, met stekels van ongeveer 69 x 60 millimeter. Ze zijn halfrond, aan de onderkant afgeplat, met een kleine apicale schijf.

## Verspreiding
Fossielen van soorten binnen dit geslacht zijn gevonden in sedimenten uit het Midden- tot Laat-Jura (Bajocien-Oxfordien) in Europa, Madagaskar en Afrika (Marokko).

## Soorten
- Asterocidaris besairiei Lambert, 1936 †
- Asterocidaris ragoti Lambert, 1936 †
- Asterocidaris meandrina Agassiz, (1840) †